# WKV Korbis
WKV Korbis is een in 1978 opgerichte korfbalvereniging uit Waddinxveen. Het eerste team speelt in de zaalcompetitie in de 2e klasse en in de veldcompetitie overgangsklasse.

## Historie
Na eerdere pogingen een korfbalvereniging op te richten (Korva in de jaren 1930 en Fit '65 in de jaren 1960), werd op 6 september 1978 de afdeling Korfbal van de Multisportvereniging T.O.O.S opgericht. Na bijna 2 jaar als onderdeel van TOOS Waddinxveen gaat de afdeling Korfbal vanaf 1 juli 1980 zelfstandig verder onder de naam W.K.V. Korbis.